# Ihor Czupryna
Ihor Ołeksandrowycz Czupryna, ukr. Ігор Олександрович Чуприна, ros. Игорь Александрович Чуприна, Igor Aleksandrowicz Czuprina (ur. 15 lutego 1956, Ukraińska SRR) – ukraiński trener piłkarski.

## Kariera trenerska
Karierę szkoleniowca rozpoczął na początku 1996. Do września 1996 prowadził Dnipro Czerkasy. Potem trenował czerkaskie zespoły amatorskie, m.in. Enerhija Czerkasy.